# Hermanas de la Resurrección de Nuestro Señor Jesucristo
La Congregación de Hermanas de la Resurrección de Nuestro Señor Jesucristo (oficialmente en latín: Congregatio Sororum a Resurrectione Domini Nostri Iesu Christi) es una congregación religiosa católica femenina, de vida apostólica y de derecho pontificio, fundada en 1882 por la religiosa polaca Celina Chludzińska Borzęcka, en Roma (Italia). A las religiosas de este instituto se les conoce como hermanas de la Resurrección o resurreccionistas y posponen a sus nombres las siglas C.R.

## Historia

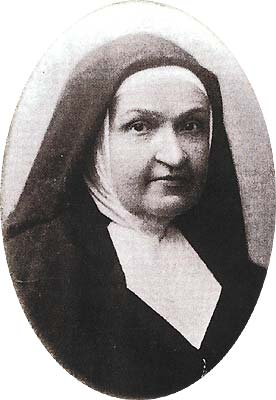
Celina Chludzińska Borzęcka (1833-1913), fundadora de la congregación, es venerada como beata en la Iglesia católica.

La congregación fue fundada en Roma, en 1882, por la religiosa polaca Celina Chludzińska Borzęcka, quien junto a su hija Jadwiga Borzęcka y a su director espiritual Piotr Semenenkode, uno de los fundadores de la Congregación de la Resurrección, decidieron dar inicio a la rama femenina de este instituto, para la atención espiritual y material de los inmigrantes polacos, inicialmente en Italia y luego en otras partes del mundo. Las primeras religiosas profesaron sus votos el 6 de enero de 1891.
El instituto recibió la aprobación como congregación religiosa de derecho diocesano en 1891, de parte de Lucido Parocchi, cardenal vicario para la diócesis de Roma. El papa Pío X elevó el instituto a congregación religiosa de derecho pontificio, mediante decretum laudis del 10 de mayo de 1905.
Entre las religiosas de este instituto destaca la fundadora, Celina Chludzińska Borzęcka, quien es venerada como beata en la Iglesia católica.

## Organización
La Congregación de Hermanas de la Resurrección de Nuestro Señor Jesucristo es una congregación religiosa internacional de derecho pontificio y centralizada, cuyo gobierno es ejercido por una superiora general. Es miembro de la Familia resurreccionista y su sede central se encuentra en Roma (Italia).
Las resurreccionistas se dedican a la atención de los inmigrantes polacos, especialmente en el campo de la educación, además de la instrucción cristiana de la juventud en general. En 2017, el instituto contaba con 391 religiosas y 47  comunidades, presentes en Argentina, Australia, Canadá, Estados Unidos, Italia, Polonia, Reino Unido y Tanzania.